# 拉普拉塔机场
拉普拉塔机场 (西班牙語：Aeropuerto de La Plata) 是服务阿根廷布宜诺斯艾利斯省会拉普拉塔的机场。机场位于该市中心东南5（3英里）处，并且拥有面积为60-平方（650-平方英尺）的航站楼。
之前的跑道14/32关闭了，跑道02/20的南端1,235（4,052英尺）亦被关闭了，剩余1,260（4,130英尺）跑道仍在运作，包括跑道北端320（1,050英尺）的铺成保险道。
拉普拉塔机场的甚高频全向信标和歸航台（识别码: PTA）坐落在机场场地上。